# Чен, Джером
Джером Чен (англ. Jerome Ch'en, имя при рождении Чэнь Чжижан (иер. 陳志讓);
2 октября 1919, Чэнду, Китайская республика — 17 июня 2019, Сент-Катаринс, Онтарио, Канада) — британский и канадский учёный-историк китайского происхождения. Автор биографий Юань Шикая и Мао Цзэдуна, член Королевского общества Канады (1981).

## Биография
Чэнь Чжижан родился в 1919 году в семье секретаря влиятельного военачальника. Его отец Чэнь Кэда в 1905 году был одним из последних, кто успешно прошёл имперские экзамены на государственный чин, но вскоре последовала отмена системы имперского чиновничества, и Чэнь Кэда так и не стал государственным служащим. Помимо службы у генерала он успешно играл на рынке ценных бумаг, обеспечив семье безбедное существование. Мать Чэнь Чжижана, Ма Хуэйчжи, вышла замуж за его отца ещё подростком, после того, как первая жена Чэнь Кэда умерла, родив ему двух сыновей (один из них, Чэнь Чжицянь, позже вошёл в число создателей системы общественного здравоохранения в Китае). Ма Хуэйчжи родила мужу ещё восьмерых детей, но четверо из них не дожили до совершеннолетия.
Во время мирового финансового кризиса 1929 года Чэнь Кэда обанкротился. Вскоре после этого умерла Ма Хуэйчжи. Её муж с детьми оказался выброшен на улицу, и Чэнь Чжижан был отправлен в миссионерскую школу, где среди прочего выучил английский язык. К 1939 году, когда он после окончания школы планировал продолжить образование в вузе, север и восток Китая были оккупированы японцами, и университеты перебазировались на крайний юго-запад страны. Чэнь отправился в Юньнань, где поступил в Юго-Западный объединённый университет. Этот вуз переживал в описываемый период эпоху академического расцвета, так как под его крышей объединились лучшие силы нескольких северных университетов; в то же время экономическое состояние университета было крайне тяжёлым, и он даже не имел собственных помещений.
По окончании учёбы Чэнь стал преподавателем экономики в Яньцзинском университете, который после завершения войны вернулся в Пекин. Однако уже в 1946 году он получил престижную Боксёрскую стипендию (англ. Boxer Indemnity Scholarship), что позволило ему отправиться для продолжения образования в Великобританию. Там он начал заниматься у Фридриха фон Хайека в Лондонской школе экономики, а когда тот в 1950 году перебрался в США, Чэнь перешёл в Школу востоковедения и африканистики, где и защитил диссертацию доктора философии.
К моменту окончания Чэнем Школы востоковедения и африканистики в 1952 году в Китае была установлена власть коммунистов, и старший брат в письме к нему посоветовал не возвращаться домой. После этого контакты между ними прервались на три десятилетия; оставшиеся в Китае члены семьи подвергались в этот период гонениям из-за наличия родственника на Западе. В Великобритании Чэнь (чьё имя в английском варианте стали передавать как Джером Чен) некоторое время работал в китайской службе Би-би-си, но, будучи выходцем из Китая, не мог рассчитывать на продвижение по службе. В результате он поступил на работу в Лидский университет, где стал преподавателем истории. В эти годы Чен выпустил две книги — «Юань Шикай» (1961) и «Мао и Китайская революция» (1965; в дальнейшем переведена на другие языки), — однако и в Лидсе ему дали понять, что как иммигрант он не сможет возглавить кафедру истории Китая.
В 1971 году по предложению историка Джона Сэйуэлла, бывшего в это время деканом факультета гуманитарных наук Йоркского университета в Торонто, Чен перешёл на работу в этот канадский вуз. Там он в первый же год получил должность профессора исторического отделения, которую занимал до 1987 года, а с 1983 по 1985 год возглавлял Торонтско-Йоркский объединённый университетский центр современной Восточной Азии. В Канаде Чен издал ещё четыре монографии по китайской истории XIX и первой половины XX века (последняя увидела свет уже после его выхода на пенсию, в 1992 году). В 1981 году он был избран членом Королевского общества Канады, а в 1984 году получил звание заслуженного профессора-исследователя Йоркского университета.
Проживая в Канаде, Чен в середине 1970-х годов впервые за долгое время сумел посетить Китай, но сложные отношения с семьёй не позволили ему вернуться на родину навсегда. После выхода на пенсию он активно занимался европейской историей. Последние годы жизни Чен провёл в доме престарелых в Сент-Катаринсе (Онтарио). Он умер в июне 2019 года, несколько месяцев не дожив до ста лет.

## Основные труды
- Юань Шикай (1859—1916) (англ. Yuan Shih-k’ai (1859—1916), 1961)
- Мао и Китайская революция (англ. Mao and the Chinese Revolution, 1965)
- Китай и Запад: Общество и культура, 1815—1937 (англ. China and the West: Society and culture, 1815—1937, 1979)
- Коалиция армии и мелких землевладельцев: Китай под властью милитаристов (англ. The Military-Gentry Coalition: China Under the Warlords, 1979)
- Государственная экономическая политика цинского правительства, 1840—1895 (англ. State Economic Policies of the Ch’ing Government, 1840–1895, 1980)
- Горцы Центрального Китая: История, 1895—1937 (англ. The Highlanders of Central China: A History, 1895—1937, 1992)